# Щербаков, Вадим Анатольевич (футболист)
Вадим Анатольевич Щербаков (20 октября 1973) — советский и российский футболист, нападающий.

## Биография
Воспитанник ростовского Училища олимпийского резерва. В 16-летнем возрасте дебютировал на взрослом уровне, во второй низшей лиге СССР в составе «Шахтёра» (Шахты). В последнем сезоне чемпионата СССР играл за «Металлург» (Красный Сулин), затем выступал во второй лиге России за ростовский СКА.
В 1994 году перешёл в ростовский «Источник», выступавший в третьей лиге. В том же году вместе с другим игроком «Источника» Серопом Маркаряном перешёл в клуб-аутсайдер чемпионата Ливана «Аль-Салам» (Згарта). После возвращения в Россию снова играл за «Источник», а затем выступал в любительских командах.